# 愛的進行式 (公共電視節目)
《愛的進行式》是公共電視節目單元劇，寬聯有限公司（寬聯傳播）製作，臺灣電視公司（台視）首播，主要製作人王銘燦，導演是陳耀圻，主要演員是王道、林月雲、鄭宜雰、方向中，是收視率最高的公共電視節目（收視率第二高者為性教育節目《人之初》）。本劇首播期間為1986年6月25日至1992年7月15日，首播時間為每星期三21:00～21:30，共309集。

## 提要
1986年6月，繼公共電視節目《成長與衝突》之後，由陳耀圻負責的寬聯傳播推出《愛的進行式》做為第二季的節目，導演魯澤人擔任製作人，播出時間維持每星期三21:00～21:30在台視播出，同樣以戲劇方式探討家庭親子間的問題。《愛的進行式》每集長度22分鐘，完全以戲劇來表現一集一個主題的故事，劇情固定在一個五人小家庭中展開，國立臺灣大學心理學系教授賈志宏仍然為每一集作分析與審核並提供意見，但每集最後不再出現賈志宏的談話；編劇就將賈志宏的意見融合在劇情中，由飾演父親與母親的角色來表達。
1988年11月，《愛的進行式》播出第120集。
1989年4月25日，寬聯傳播總監王銘燦表示，《愛的進行式》編劇群經常維持在五人以上，平時把一些發生在你我家中的生活事件蒐集起來討論，討論確實無誤才開始編劇，劇本完成後寄給當時已離開台大、定居美國的賈志宏審核，每一步都相當謹慎。
1992年5月，公共電視節目製播組決定《愛的進行式》播到309集結束，5月13日播出第300集；公視製播組節目科科長方乃侖說，如果寬聯傳播願意將《愛的進行式》重新包裝，公視製播組不排除將《愛的進行式》重新上檔。
1992年6月，公視製播組表示，《愛的進行式》播到309集結束、同樣在台視播出的《孫叔叔說故事》於7月21日結束，兩節目收視率平均都在22%到23%、有時達25%，比老三台有些八點檔連續劇的收視率還高。1992年7月15日，《愛的進行式》播出最後一集；接檔的公共電視節目《現代婦女劇場》由柯素雲、李芳雯、胡珮璉主演，敘述同居的三個單身女郎之間的故事。
《愛的進行式》第1集，校園取景地點是世界新聞專科學校，周守訓與董至成是臨時演員、飾演國立臺灣師範大學附屬高級中學學生。

## 角色
林振唐（王道飾）
林家爸爸，中年壯男，既開明又講理。
管浩雯（林月雲飾）
林家媽媽。
林莉萍（鄭宜雰飾）
林家大姊，懂事穩重，是最受年輕男性觀眾喜愛的角色。
林志豪（方向中→洪弘恩飾）
林家哥哥，是唯一有更換演員的角色。
林青萍（連乃慧飾）
林家妹妹，暱稱「青青」，眼鏡娘，相當任性，是全家笑料的泉源。

## 各話標題
- 1.家規
- 2.捐血風波
- 3.巧克力事件
- 4.我該怎麼辦
- 47.爸爸太忙了
- 48.青萍的男朋友
- 49.得失之間
- 100.倒數計時[9]
- 300.不讚美也難[10]
- 309.姊姊出國留學

## 工作人員
第一集片頭工作人員表
- 編導：汪京台

第一集片尾工作人員表
- 節目顧問：賈志宏
- 製作人：魯澤人
- 策劃：馬宜中
- 執行製作：蔣昌台
- 副導演：許文禧
- 音樂：史擷詠
- 場記：吳素貞
- 化妝：任惠玲
- 寬聯製作
- 公共電視小組　監製

## 外部連結
- 互联网电影数据库（IMDb）上《愛的進行式》的资料（英文）
- 豆瓣电影上《愛的進行式》的資料 （简体中文）